# Riacho do Boi
O Riacho do Boi é um riacho (um pequeno rio) brasileiro que banha o estado da Paraíba.